# Сьвйонтники (Паб'яницький повіт)
Сьвйонтники (пол. Świątniki) — село в Польщі, у гміні Паб'яниці Паб'яницького повіту Лодзинського воєводства.
Населення — 229 осіб (2011).
У 1975-1998 роках село належало до Лодзинського воєводства.

## Демографія
Демографічна структура станом на 31 березня 2011 року:
|          | Загалом | Допрацездатний вік | Працездатний вік | Постпрацездатний вік |
| -------- | ------- | ------------------ | ---------------- | -------------------- |
| Чоловіки | 122     | 20                 | 89               | 13                   |
| Жінки    | 107     | 23                 | 60               | 24                   |
| Разом    | 229     | 43                 | 149              | 37                   |